# Lengede
Lengede település Németországban, azon belül Alsó-Szászország tartományban. Lakosainak száma 14 433 fő (2023. december 31.). Lengede Ilsede és Vechelde községekkel határos.

## Népesség
A település népességének változása:
| Lakosok száma | 13 070 | 13 051 | 13 265 | 13 937 | 14 308 | 14 433 |
|               | 2016   | 2017   | 2019   | 2021   | 2022   | 2023   |